# Aeroportul Zumbi dos Palmares
Aeroportul Zumbi dos Palmares (IATA: MCZ, ICAO: SBMO) este un aeroport din Maceió, Alagoas, Brazilia ce deservește zona Maceió. Aeroportul a fost tranzitat în 2022 de 2.285.153 de pasageri. A fost numit după zona deservită.
Situat la o altitudine de 118 m, aeroportul dispune de 1 pistă. Este operat de ENAIRE⁠(d).

## Infrastructură

### Piste
Aeroportul dispune de o singură pistă. Pista 12/30 are suprafața de asfalt și dimensiunile 2.602 m × 45 m. 